# Kapryśna Marietta
Kapryśna Marietta – amerykański musical z 1935 oparty na operetce pod tym samym tytułem.

## Obsada
- Księżniczka Marie de Namour de la Bonfain (Marietta Franini) – Jeanette MacDonald
- Kapitan Richard Warrington – Nelson Eddy
- Gubernator Gaspard d’Annard – Frank Morgan
- Madame d’Annard – Elsa Lanchester
- Książę de Namour de la Bonfain – Douglas Dumbrille
- Herr Schuman – Joseph Cawthorne
- Julie – Cecilia Parker
- Don Carlos de Braganza – Walter Kingsford
- Frau Schuman – Greta Meyer
- Rudolpho – Akim Tamiroff
- Abraham „Abe” – Harold Huber
- Ezekial „Zeke” Cramer – Edward Brophy